# Station Wojkowice
Station Wojkowice is een spoorwegstation in de Poolse plaats Wojkowice.